# Gelaarsde gordijnzwam
De gelaarsde gordijnzwam (Cortinarius torvus) is een schimmel die behoort tot de familie Cortinariaceae. Hij is een Ectomycorrhiza-schimmel Hij groeit op de grond in loofbossen, vooral onder beuken en eiken, maar soms ook in naaldbossen. De standplaats is voedsel- en humusarm, zuur tot enigszins kalkrijk zand of leem. De vruchtlichamen worden gevormd van augustus tot in november.

## Kenmerken

### Uiterlijke kenmerken
Hoed
De hoed heeft een diameter van 4 tot 10 cm. De vorm is aanvankelijk halfbolvormig tot boogvormig, dan plat-convex, uiteindelijk gespreid. Het oppervlak is mat, bedekt met radiaire vezels, vuil lichtpaars in jonge vruchtlichamen, dan bruin, ten slotte kastanjebruin, soms met een paarse tint. De hoed is niet hygrofaan.
Lamellen
De lamellen zijn meestal aangehecht. De kleur is aanvankelijk violet tot roze-paars, dan bruin-violet, ten slotte kaneelbruin.
Steel
De steel heeft een lengte van 5 tot 10 cm en een dikte van 1 tot 2 cm. De vorm is knotsvormig, meestal half taps toelopend, vol, aanvankelijk vuil oker, daarna bruinig. Kenmerkend is een witachtige, opwaartse ring. Boven de annulus is de steel violet, bedekt met een witachtige, verdwijnende sluier.
Vlees
Het vlees is aanvankelijk witachtig, dan rozepaars, uiteindelijk bruinpaars of vuilbruin. Het heeft een karakteristieke kamfergeur en een onaangename smaak.
Sporenprint
De sporenprint is roestbruin van kleur.

### Microscopische kenmerken
De sporen zijn ellipsvormig met een taps toelopende punt, zwak tot matig papillair en meten 8–11,5 × 4,5–6 μm. Cheilocystidia en pleurocystidia zijn afwezig, maar er zijn knotsvormige cellen op de lamellen die de basidia scheiden. De cuticula is gemaakt van hyaliene of bruinachtige cellen, soms ingelegd.

## Verspreiding
De gelaarsde gordijnzwam komt voor in Noord-Amerika, Europa en Japan. Hij is wijdverbreid in Europa; komt voor van Spanje via Engeland tot aan de noordelijke kusten van het Scandinavisch Schiereiland. Hij is ook vrij wijd verspreid in Noord-Amerika.